# Sallacyon hoffstetteri
Sallacyon hoffstetteri és una espècie extinta de mamífers esparassodonts de la família dels borhiènids (o, segons altres classificacions, dels hatliacínids) que visqué a Sud-amèrica durant l'Oligocè, fa entre 21 i 29 milions d'anys. Se n'han trobat restes fòssils a l'Argentina i Bolívia. Es tracta de l'única espècie del gènere Sallacyon. Era més o menys igual de gros que Perathereutes pungens i un xic més petit que Sipalocyon gracilis. El nom genèric Sallacyon significa ‘gos de Salla’, mentre que el nom específic hoffstetteri fou elegit en honor del paleontòleg francès Robert Hoffstetter.